# Streptolirion volubile
Streptolirion volubile är en himmelsblomsväxtart som beskrevs av Michael Pakenham Edgeworth. Streptolirion volubile ingår i släktet Streptolirion och familjen himmelsblomsväxter.

## Underarter
Arten delas in i följande underarter:
- S. v. khasianum
- S. v. volubile